# Hilarión Osorio
Hilarión Osorio és un exfutbolista paraguaià.

## Selecció del Paraguai
Va formar part de l'equip paraguaià a la Copa del Món de 1950 i al campionat sud-americà de 1956.